# 金利媛
金利媛（1975年2月28日—），本名閔真，藝名曾為金惠珍，韓國女演員、畫家。

## 演出作品

### 電視劇
- 2004年：KBS《新娘18歲》
- 2004年：KBS《老處女日記》
- 2004年：SBS《巴黎戀人》
- 2004年：KBS《不滅的李舜臣》飾演 淀姬
- 2004年：KBS《美麗的誘惑》
- 2004年：MBC《花溪村的人們》
- 2005年：MBC《第五共和國》飾演 金玉分
- 2008年：tvN《錢的戰爭-THE ORIGINAL》
- 2009年：KBS《IRIS》飾演 楊貞茵
- 2010年：MBC《同伊》飾演 雪姬
- 2010年：KBS《戰友》飾演 尹正琳
- 2011年：KBS《相信愛情》飾演 尹智秀
- 2011年：KBS《Drama Special - 第7曜日》飾演 高宥拉
- 2013年：SBS《出生的祕密》飾演 李惠英
- 2021年：JTBC《Undercover》飾演 貞熙

### 電影
- 2004年：《Some》
- 2004年：《The Scarlet Letter》
- 2008年：《急速醜聞》
- 2009年：《飛翔》
- 2009年：《Flipping》
- 2010年：《IRIS电影版》飾演 楊貞茵
- 2016年：《Malice（朝鲜语：멜리스）》飾演 醫院院長

### MV
- 2007年：吳尹惠《I Wish》
- 2007年：Lyn《不是愛過嗎》【朴俊錫、李清娥】
- 2009年：Noise《愛情萬事》
- 2012年：Hyungdon&Daejune（feat.Boni）《Hanshim Cart Bar》【徐甫益】

## 外部連結
- NAVER搜索 （页面存档备份，存于）
- 金利媛的Instagram帳戶